# Torrecuso
Torrecuso är en ort och kommun i provinsen Benevento i regionen Kampanien i Italien. Kommunen hade 3 407 invånare (2017).